# Ивановское (Ильинское сельское поселение)
Ивановское — деревня в Угличском районе Ярославской области России, входит в состав Ильинского сельского поселения.

## География
Расположена на берегу речки Вёкса (приток Устья) в 9 километрах на юг от центра поселения села Ильинского и в 34 километрах на юг от города Углича.

## История
Близ деревни существовал Ивановский погост. Каменная церковь на погосте была построена в 1828 году с двумя престолами: Святого Иоанна Предтечи и Святителя Василия Великого. 
В конце XIX — начале XX деревня Ивановское вместе с погостом входили в состав Василевской волости Угличского уезда Ярославской губернии. 
С 1929 года деревня входила в состав Каблуковского сельсовета Угличского района, в 1944 — 1959 годах — в составе Ильинского района, с 1954 года — в составе Василевского сельсовета, с 2005 года — в составе Ильинского сельского поселения.

## Население
| 1859 | 2007 | 2010 |
| ---- | ---- | ---- |
| 124  | ↘12  | ↗15  |